# سیارک ۳۵۳۲
سیارک ۳۵۳۲ (به انگلیسی: 3532 Tracie، نامگذاری:1983AS2) سه هزار و پانصد و سی و دومین سیارک کشف شده‌است که در ۱۰ ژانویه ۱۹۸۳ کشف شد.
قدر مطلق سیارک برابر ۱۱٫۹۰ است.